# Synosis orientalis
Synosis orientalis är en stekelart som beskrevs av Valentina I. Tolkanitz 1984. Synosis orientalis ingår i släktet Synosis och familjen brokparasitsteklar. Inga underarter finns listade i Catalogue of Life.